# Ninh Nam
Ninh Nam (chữ Hán giản thể:宁南县, Hán Việt: Ninh Nam huyện) là một huyện thuộc châu tự trị dân tộc Di Lương Sơn, tỉnh Tứ Xuyên, Cộng hòa Nhân dân Trung Hoa. Huyện này có diện tích 1667 km2, dân số năm 2002 là 180.000 người. Huyện Ninh Nam được chia thành các đơn vị hành chính gồm 6 trấn, 19 hương.
- Trấn: Phi Sa, Tùng Tân, Trúc Thọ, Hoa Đạn, Hồ Lô Khẩu, Bạch Hạc Than.
- Hương: Cảnh Tinh, Câu Nhạc, Tân Thôn, Hạnh Phúc, Tân Hoa, Tùng Lâm, Thạch Lê, Đại Đồng, Tây Dao, Hồng Tinh, 倮 Lạc, Bào Mã, Đạo Cốc, Lục Thiết, Hải Tử, Tân Kiến, Sam Thụ, Kị Loa Câu, Lương Tử.